# 히가 리카루도
히가 리카루도(일본어: 比嘉 リカルド, 1973년 5월 4일 ~ )는 일본의 전 축구 선수이다.

## 구단 경력
과거 알비렉스 니가타에서 활동하였다.